# Villarrica (Guairá)
Villarrica is een stad en een gemeente (in Paraguay un distrito genoemd) in het centrum van het zuiden van Paraguay en is de hoofdstad van het departement Guairá. De stad werd gesticht in 1576 onder de naam 'Villa Rica del Espíritu Santo' aan de oever van de Río Paraná. Het telt ongeveer 72.000 inwoners. Meer dan de helft van de bevolking stamt af van Duitse immigranten.
Sinds 1929 is Villarrica de zetel van een rooms-katholiek bisdom.

## Galerij

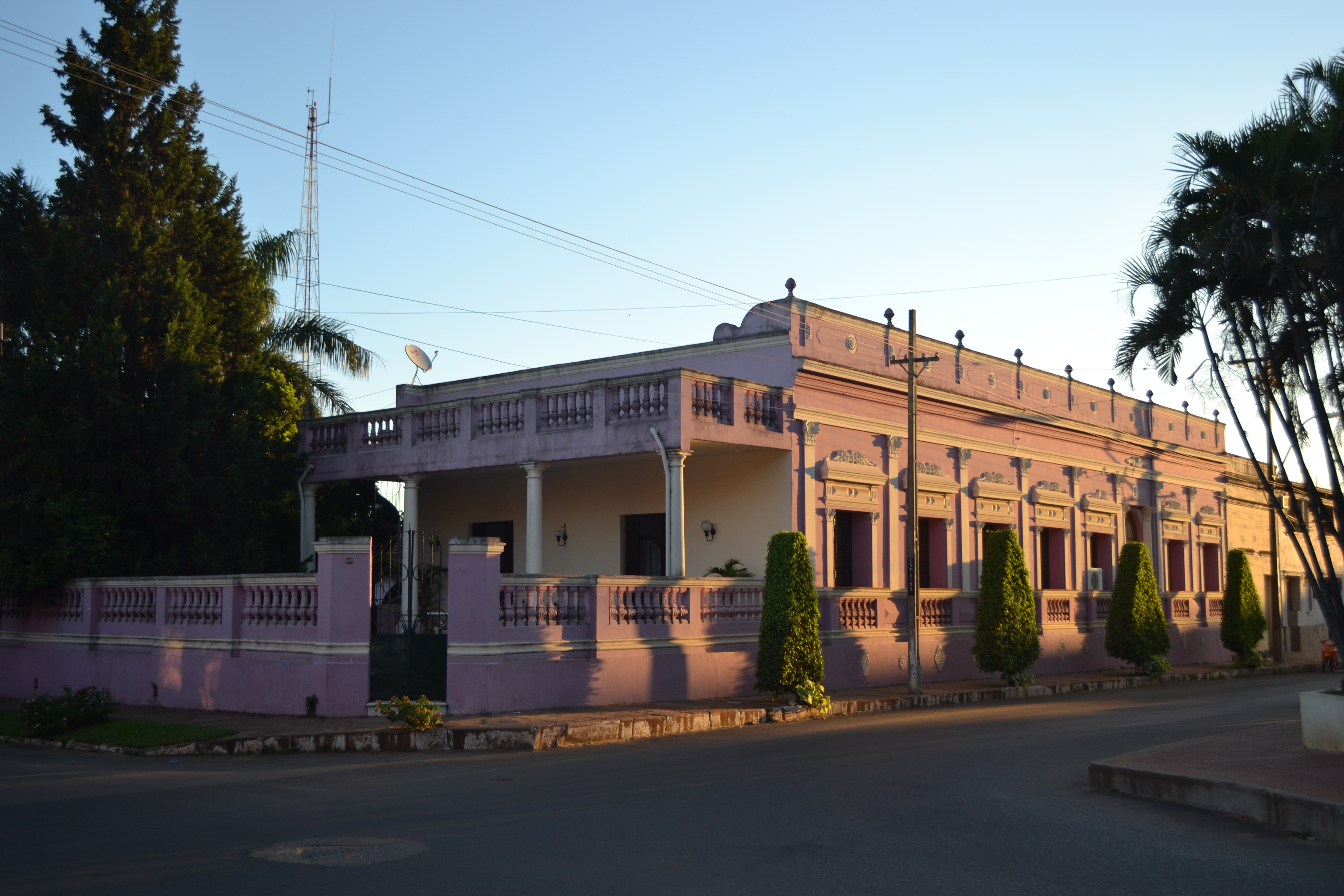
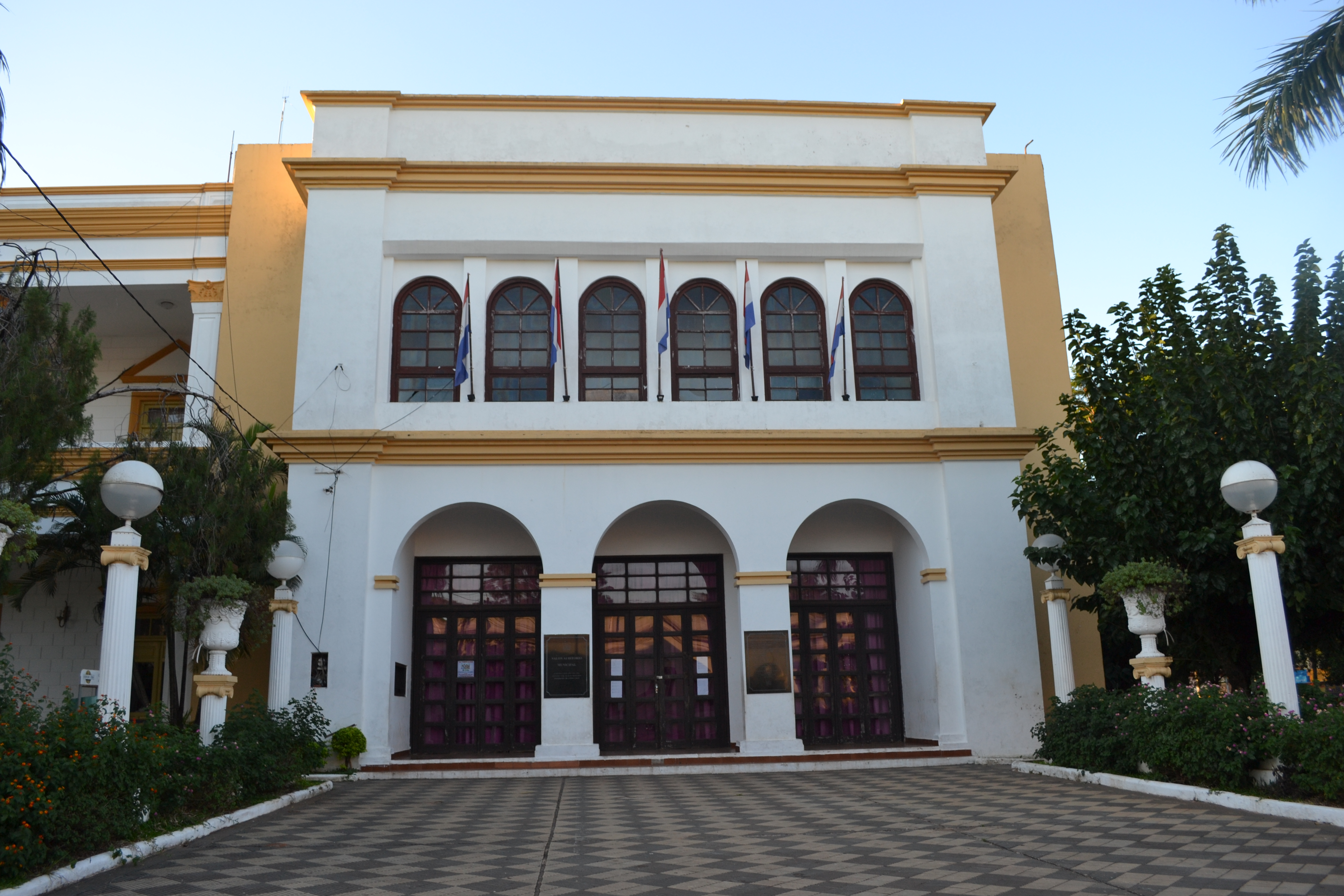
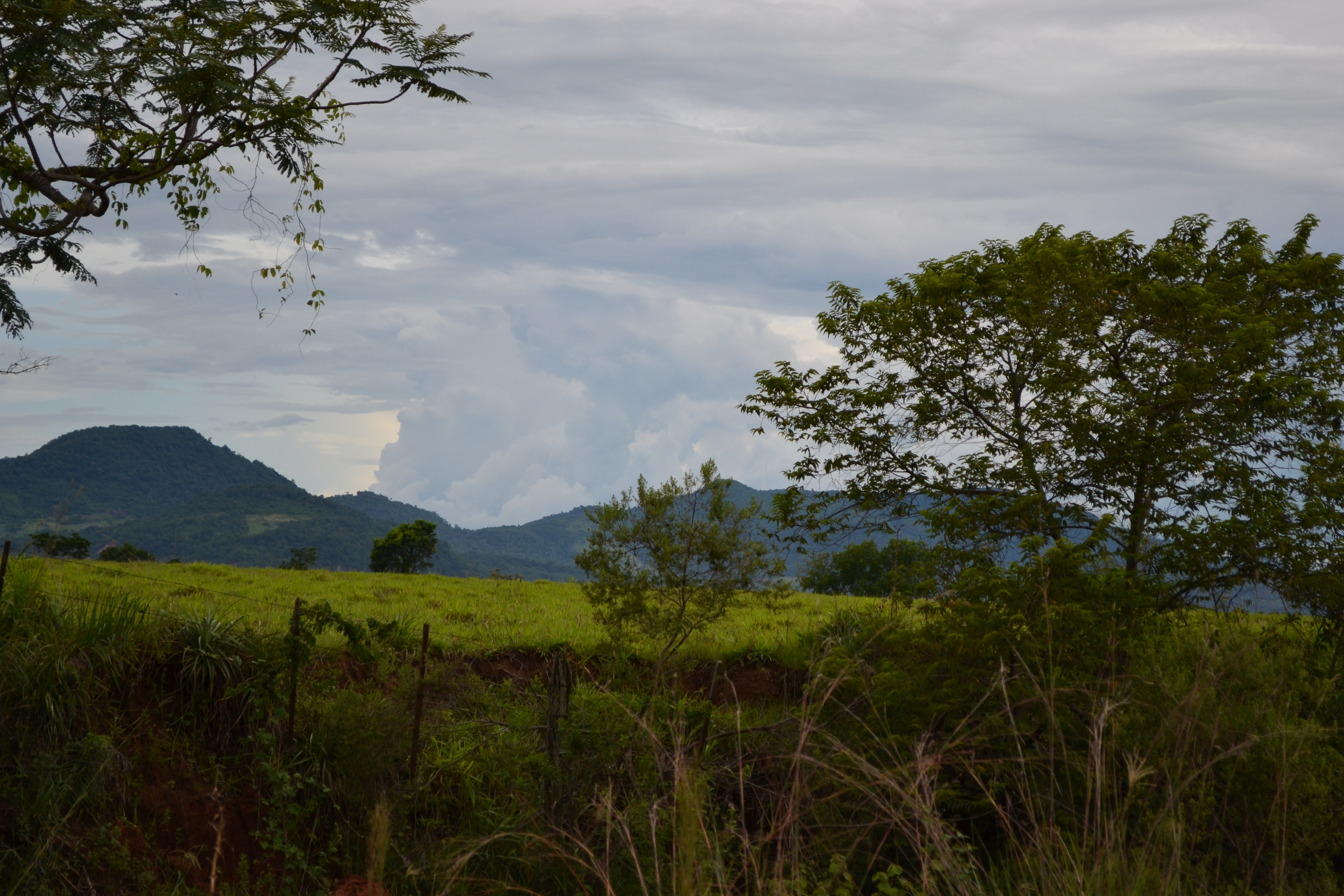
De Bergketen rondom Villarica
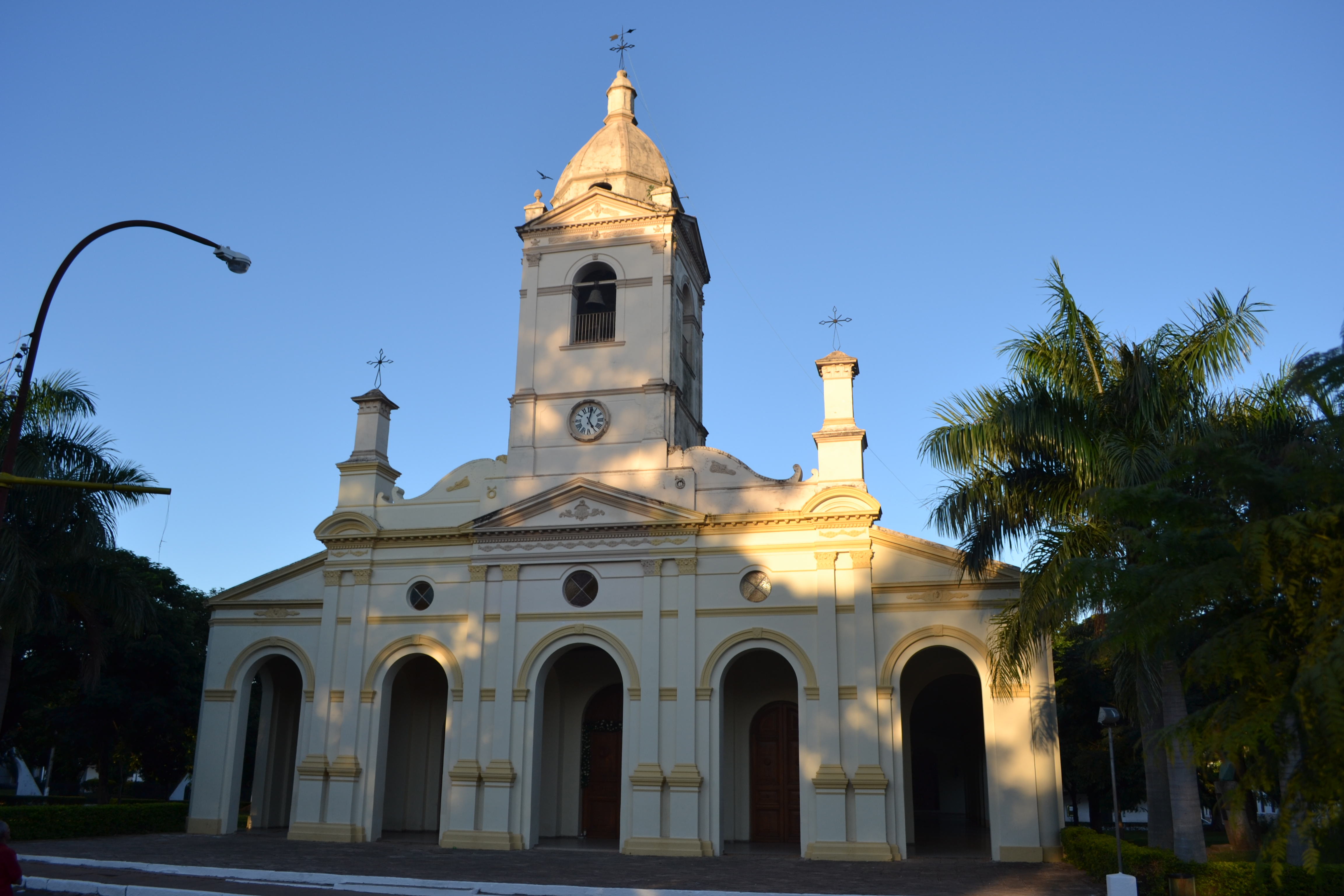
Kathedraal Espíritu Santo van Villarrica
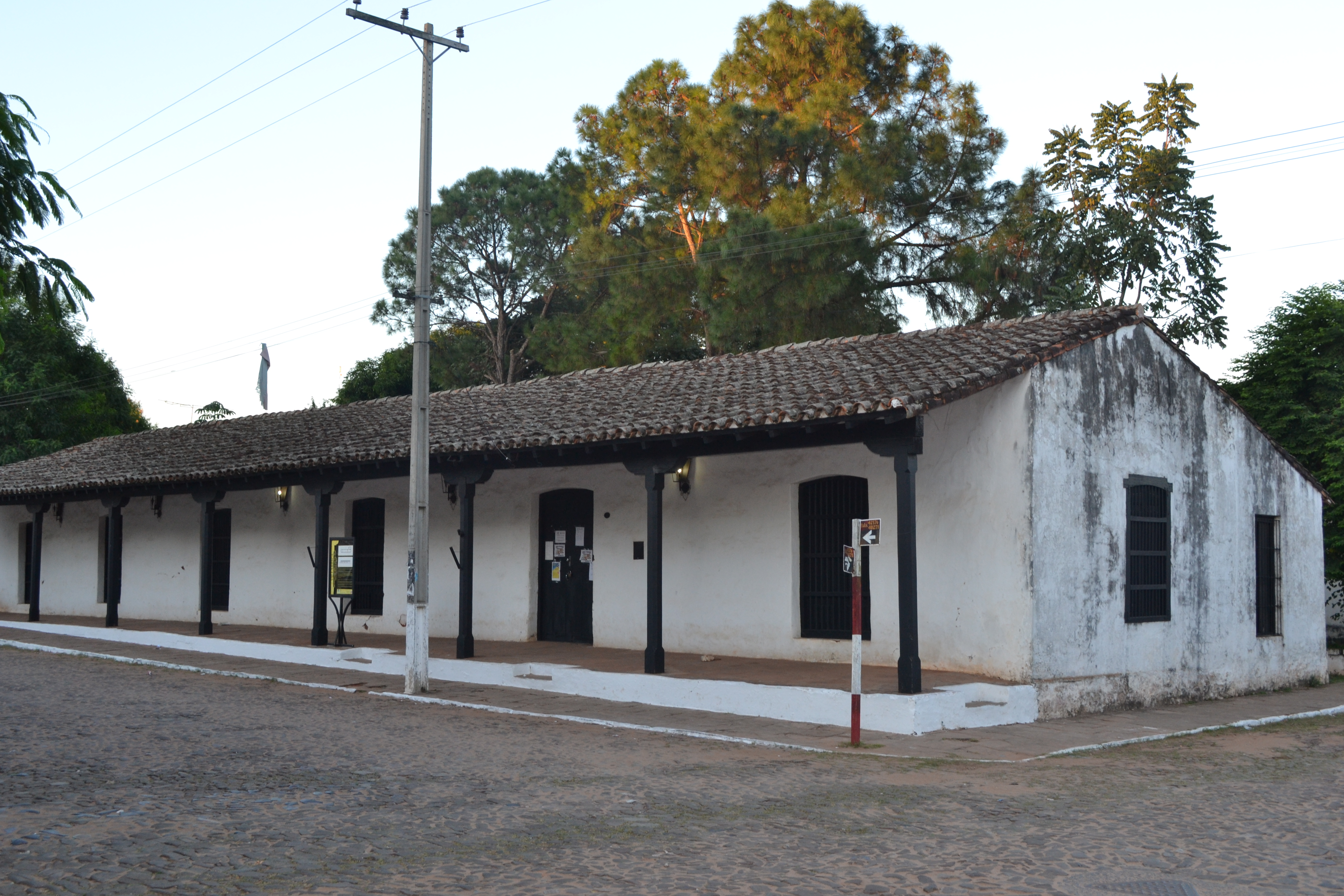
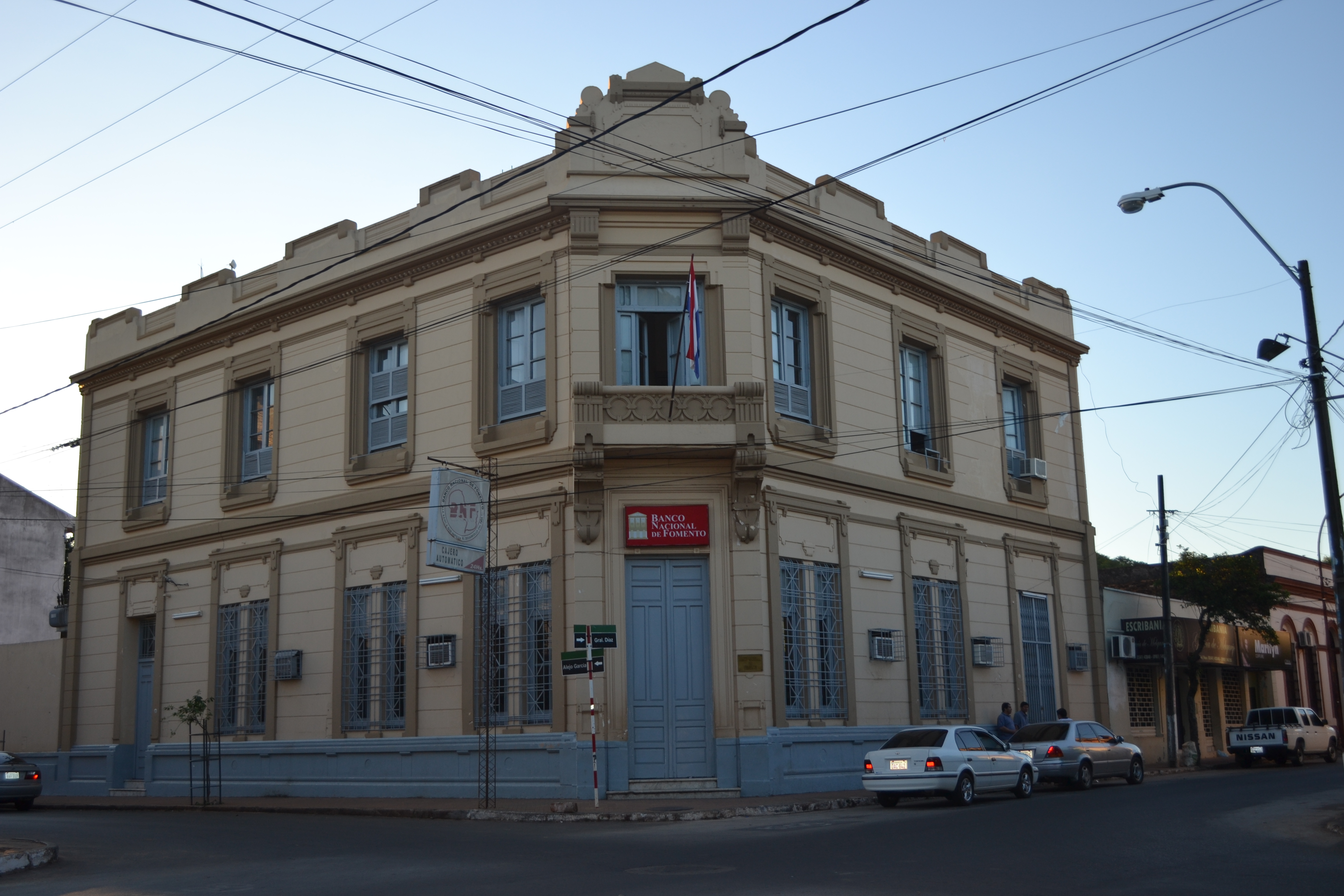